# 板橋区立淡水魚水族館
板橋区立淡水魚水族館（いたばしくりつたんすいぎょすいぞくかん）は、東京都板橋区板橋三丁目の区立東板橋公園内にかつて存在した水族館である。

## 概要
東板橋公園内には、少年野球場、こども動物園、子供の池、淡水魚水族館があり、1983年4月にオープン。扱うのは、淡水魚だけであった。しかし、施設の老朽化が進んだことで存続することが困難なことから、2004年3月31日で閉鎖された。